# Pernilla Månsson Colt
Eva Pernilla Elisabet Månsson Colt, född Månsson den 23 december 1966 i Örebro Olaus Petri församling, är en svensk programledare i radio och TV samt TV-producent.

## Biografi
Efter treårig humanistisk linje på Risbergska skolan i Örebro studerade Månsson till kulturvetare och började sedan på P4 Örebro. Därefter arbetade hon vid ungdomsredaktionen på SVT Växjö.
Hon arbetar som producent för Sveriges Televisions Antikrundan och som programledare för Trädgårdstider. Hon skriver krönikor i tidningen Drömhem och Trädgård. Sedan hösten 2018 leder hon tillsammans med Christer Lundberg Sveriges Radio P4s Ring så spelar vi. Mellan 2014 och 2018 ledde hon TV-programmet Husdrömmar tillsammans med Gert Wingårdh. Hennes sista medverkan skedde i första avsnittet för den 6:e säsongen. Hon ersattes av Anne Lundberg. År 2019 var hon programledare för Mästerskaparna.

### Familj
Pernilla Månsson Colt är gift med musikern Stellan Colt, tillsammans har dom två söner.

## TV-medverkan
- 1992–1994 – PM
- 1995 – Månsson och media
- 1995 – Melodifestivalen
- 1996–1997 – Centralen
- 1998 – Melodifestivalen
- 1998 – Eurovision Song Contest
- 1999–2003 – Bumerang
- 2000 – Eurovision Song Contest
- 2000 – En kväll för världens barn
- 2000 – Dansk skalle, svensk tiger
- 2000 – Invigningen av Öresundsförbindelsen
- Packat & klart
- Anders och Måns
- 2003–2007 – Bästa formen
- Sverige!
- Årets kock
- 2009 – Trädgårdstider
- 2014–2018 – Husdrömmar
- 2019 – Mästerskaparna
- 2020 – Husdrömmar Sicilien